# هليبرت (باركشير)
هليبرت (بالإنجليزية: Holyport)‏ هي قرية تقع في المملكة المتحدة في إنجلترا.